# Agatidíneos
Os agatidíneos (Agathidinae) são um grupo moderadamente grande da família Braconidae atualmente com 26 gêneros registrados no Novo Mundo. As vespas desta subfamília são endoparasitóides cenobiontes de lagartas de Lepidoptera que fiicam oculptas no substrato (com a exceção daquelas espécies da tribo Disophrini que atacam lagartas expostas). A grande maioria das espécies colocam apenas um ovo no hospedeiro (i.e. são parasitoides solitários), mas há algumas poucas gregárias (que colocam vários ovos por hospedeiro). 
Algumas espécies apresentam importância econômica, principalmente contra lagartas de traças de produtos armazenados e de algumas culturas (famílias de Lepidoptera Gelechiidae e Pyralidae).
Caracterizam-se por terem o labio plano ou convexo, carena occipital convexa, asa anterior com a veia fundida M+Cu não tubular no terço basal ou além, célula 1+2Rs presente, e a veia Rs completa até a margem, terminando longe do ápice da asa.
O Brasil alberga pelo menos 1000 espécies desta subfamília, pertencentes a 13 gêneros: Aerophilus Szépligetti, Agathis Latreille, Alabagrus Enderlein, Amputoearinus Sharkey, Cremnops Förster, Earinus Wesmael, Hemichoma Enderlein, Lytopylus Förster, Sesioctonus Viereck, Therophilus Wesmael, Trachagathis Viereck, Zamicrodus Viereck e Zelomorpha Ashmead. 